# 怒羅権
怒羅権（ドラゴン）は、日本の首都圏を拠点とする中国残留日本人の2世らを中心とした、ストリートギャング。
2011年から、警察庁は怒羅権をチャイニーズドラゴンと呼称を決め、カタカナ表記するよう通達している。これは暴走族集団としての怒羅権の活動が広範化していることを踏まえ、総合的犯罪集団としての位置付けを意識したものと考えられる。2013年には準暴力団の指定を受けている。
一般的には暴走族は怒羅権、マフィア化した犯罪組織をチャイニーズドラゴンと表記されることが多い。

## 概要
東京都江戸川区葛西には、かつて中国残留孤児帰国者の一時入所施設「常盤寮」があり、日本に来た中国残留孤児2世により1988年頃に結成された。
残留孤児2世は、日本語が十分に話せない者が多く、いじめや差別を受けやすかった。境遇を同じくする残留孤児2世が集まって怒羅権はできた。経緯からも元は暴走族やマフィアの団体として結成した訳ではなかったが、後に非行少年化した。
1989年には残留孤児2世の女子高校生が日本の暴走族グループに暴行を受ける事件が発生し、本格的な抗争に発展。武装した怒羅権は対立する日本の暴走族を傘下に収め（90年頃には地元の暴走族はほとんど制覇し、王子や府中にも勢力を拡大した）、更に凶暴性を増していった。
怒羅権は、暴力団対策法の適用外に当たる集団であるが、刃傷暴行・拳銃所持・殺人・強盗・覚醒剤密輸・危険ドラッグ密売・みかじめ料徴収などの凶悪犯罪が多い。90年代は暴走族から発祥したが、逮捕者には30代以上が多く、50代で逮捕されている者もいる。構成員らは蛇頭や東北系チャイニーズマフィア（東北幇）などと連携し国際犯罪とも関係している。
関東連合と並んで、暴力団対策法の適用外にあたる不良集団、いわゆる“半グレ”の顕著な例と言われる。警察庁の把握によれば首都圏の各地に複数のグループが存在し、総勢は数百名とも言われる。2013年に準暴力団に指定された。

### 創立メンバー
汪楠は最初のメンバーは12人だとしているが、初代総長の佐々木秀夫は創設メンバーは7人で汪楠は含まれていないと批判。
佐々木によれば、汪楠は葛西中学校時代の2年後輩であり、同じ残留孤児2世なのは間違いない、としている。しかし、偽史や偽歴史を作っていると厳しく批判している。

### 名前の由来
「ドラゴン」すなわち「竜」は「中国」を、『怒』は日本人への「怒り」を、『羅』は強敵を倒す「羅漢」を、『権』は自分たちの「権利」をそれぞれ表している。

#### 初代総長による名前の由来の見解
漫画『湘南爆走族』を読んだ初代総長・佐々木が、仲間思いや絆の固さが自分たちにそっくりであり、自分達にも名前をつけたいと考えた。
そして、メンバー7名に共通する中国というルーツから、中国の象徴「龍」が相応しいとして、龍と書いてドラゴンと読むチーム名を佐々木が決めた。
その後、佐々木が16歳で恐喝により人生で初めて逮捕され、東京少年鑑別所(練馬区にあることから、通称ネリカン）に行き、小岩を拠点とする暴走族「荒武者」の頭と知り合う。
ある日、その頭に対して「龍」というチーム名をつけたことを話すと、「龍の1文字はかっこ悪く、カタカナのドラゴンもかっこ悪い。ドラゴンという名前をつけたいなら、そこに何かの意味を与えないとだめだ」と言われた。その意見に納得した佐々木は辞書を開いて過ごした。
佐々木が辞書で見つけた言葉が、怒りの「怒」、修羅の「羅」、権利の「権」だった。中国では「日本人の鬼」、日本では「中国人」と差別された。差別されて生きなければならないことに怒り、修羅のごとく戦い、すべての権利を手中に収める。それが三文字に込めた真の意味合いだった。

#### 汪楠による名前の由来の見解
汪楠によれば、1986年にはチームの形になっており最初は名前がなかったが、怒羅権というチーム名がついたのは1988年頃。
当初、龍の末裔の中国人という自負から、「龍の末裔」を意味する「龍的传人」(ロンデイツオンレン)と名付けた。他の暴走族と同様に壁に落書きするが、中国語の簡体字で日本人が読めず、周囲の日本人から「ドラゴン」という名称を提案された。
「ドラゴン」と名乗っていたところ、メンバーは日本語が出来ず「トラコン」といった誤字が頻発した。また、「ドラゴンは一般的な言葉だから、チーム名にふさわしくないのではないか」という意見もでた。そこで、漢字に詳しいメンバーが漢字を当てて「怒羅権」にした
。

## 情勢

### 勢力
暴走族グループは、東京都江東区、江戸川区を縄張りとし、葛西怒羅権、深川怒羅権、府中怒羅権、王子華魂、赤羽華龍のようにいくつかの暴走グループがある。葛西怒羅権は2009年に金属バットで無関係な少年らの顔を殴る事件を起こしている。怒羅権は刃物を所持して活動することがあったため、他の暴走族から「包丁軍団」と言われることもあった。包丁の他、ナイフ、鈍器でもって、敵対する暴走族を襲撃している。
1990年代は怒羅権の凶悪犯罪が多く、五星紅旗を掲げ、武器を所持して警察（交番、パトカー）を襲撃する事件を繰り返している。脱退しようとした構成員や暴力団員、通行中の一般市民を殺害する事件なども起こしており、1999年6月に発生した殺人事件でメンバー1人が現在も逃亡中で、全国に指名手配されている。
最盛期には3000人が所属したとも言われる。元メンバーの汪楠によれば、汪が所属した時期で多い時には確実に800人ほどが所属し、その頃にはメンバーの3分の2が日本人だったという。

### 組織
本部は葛飾にあり、東京都内に計5支部、横浜、大阪、福井、福岡にもグループが存在する。東京都内でクラブの実権を握り、それらクラブでイベントを開くギャル界やサークル界への影響力を確立、久田将義（2013年）によれば、とりわけ東京渋谷の闇社会における影響力には関東連合のそれを凌ぐものがあるという。しかしかつては全国に30近くあった支部もだいぶん減り、幹部は5人だが、うち3人が逮捕されていて、幹部会を開けない状態にあるとされる。組織は現在は総勢300人程度とされ、各支部は独立採算とされる。創設メンバーである幹部は既に50代になっているが、誰も引退しないために高齢化が始まっている。現在、組織の大半を占めるのは在日2世で、だいたい40代後半、残りは3世で多くが20代とされる。。
暴走グループは成人となるとマフィア的性格を帯び、東北グループ（東北幇）を形成する。通称「大偉（ター・ウェイ、後述）」と「小偉（シアオ・ウェイ）」と呼ばれる兄弟関係を中心にいくつかのグループに分かれている。大偉グループ（約200人）や金山（キンザン）グループ（約130人）などがある。
日本の暴力団が暴力団対策法で厳しく規制されて弱体化しているのに対し、怒羅権は半グレ組織であるため暴対法の規制がない。また、中華圏の犯罪者・犯罪組織や国際犯罪とも繋がりをもつが、怒羅権構成員は日本国籍者や一般永住者であることも多く、犯罪で検挙されても日本国外への退去命令や強制送還などの処分となる事はほぼ無い。そのため、「暴力団も恐れる」チャイニーズドラゴンとして紹介されることもある。

### 活動
中国人の経営する店へみかじめ料を要求して刃物で恫喝、パチンコの裏ロム、ハイウェイカードやクレジットカードの偽造、振り込め詐欺、偽装結婚や不法就労、覚せい剤の密売、窃盗（自動販売機、車上狙い、貴金属）などの犯罪行為を行っている。2002年9月には、住吉会系暴力団の幹部が歌舞伎町の喫茶店で中国人に射殺され報復とみられる事件が相次いだ。
怒羅権の元リーダーは、残留孤児二世として来日し日本国籍と日本名を持つが、日本で高級車と貴金属の強盗・自動車部品密輸・カード詐欺などの犯罪行為を行い、覚せい剤密輸で一年間収監された。
怒羅権のメンバーは日中貿易など合法的なビジネスにも手を伸ばしている。合法的な商売であっても客の取り合いなどで暴力事件を起こしている。

### 他勢力関係
歌舞伎町で新興の福建グループ（三弟グループ）が上海グループと抗争し共倒れると、東北グループが勢力を拡大。住吉会と対立し、2002年には射殺事件を起こすが、後に和解し協力関係を築く。ある中堅幹部は2009年に受けたインタビューにおいて、山口組、住吉会、稲川会、および工藤会などの暴力団組織の関係者らとの自身の繋がりを示唆している。関東連合とは友好関係にある。

## 事件
- 1989年5月、浦安ウエスタン事件が発生。浦安ウエスタンレーン事件や浦安事件とも。怒羅権メンバー8人(彼女を含む)が、鬼羅連合と市川スペクターによる暴走族の抗争がどうなったのか見に行くことになり、ボウリング場｢ウエスタンレーン｣の駐車場に到着した瞬間、市川スペクター50人に襲撃される。怒羅権メンバーの1人がサバイバルナイフで相手2人を刺し、うち1人が死亡。怒羅権メンバー1人が逮捕された。怒羅権が犯罪集団化する契機となった[9][38][39]。

- 1989年8月、金山殺害事件が起こる。朱金山事件とも。怒羅権を辞め足を洗っていた初期メンバーの金山が、後輩の汪楠らに焼肉をご馳走していたところ、店内にいたヤクザが金山を押さえつけ気を失い、金山は運び込まれた病院で翌日病院で死亡。その後の判決で、因果関係がないとしてヤクザ3人とも無罪放免となり、怒羅権の警察・司法に対する不信感を決定的なものにした[38][40]。

- 2007年、貴金属卸売店や貴金属加工会社など3軒が襲撃され、約2億円相当の金品が奪われた連続強盗事件で、日本人と中国人4人が逮捕された。4人のうち2人は容疑を認め、2人は否定している。否定している1人は、怒羅権のリーダーと見られている[41]。
- 2009年、企業を恫喝する不当要求行為をした構成員2名が、警察に検挙された。

- 2009年3月、暴走族「葛西怒羅権」の16〜18歳の少年8名を逮捕。2008年11月6日、茨城から東京タワーやお台場の夜景を見るためにバイクで東京に来た17歳の少年ら5人を取り囲み、金属バットで殴る等し4人に重軽傷を負わせた疑い[42]。2009年4月には、成人のOB3人も加え、暴走族を復活させるための指南と称して暴走行為をした道路交通法違反の疑いで逮捕[17]。

- 2009年3月、営業禁止地域の立川市柴崎町三で個室マッサージを経営していた府中怒羅権のリーダーを現行犯逮捕。

- 2010年6月から9月にかけて、競馬の勝ち馬情報を教える詐欺行為で、11人が逮捕された。うち数人が怒羅権のメンバー。23件、約1300万円の被害が確認されている。メンバー1人が現在も逃亡中で、指名手配されている[43][44]。
- 2010年10月27日、怒羅権幹部の中国人留学生が、偽造身分証明書を用いて不正に携帯電話利用契約をし、携帯電話販売店から契約破棄と電話機返還を要求された。留学生は、返還に応じるとして販売店経営者を都内の路上に呼びだした。経営者が従業員5名を伴い、車で待ち合わせ場所に行くと、留学生が鉄パイプで車を襲撃、経営者らを殴打した。留学生は逃走したが、翌年6月、警察に検挙された。
- 2010年11月7日、後輩の男子生徒に「1時間以内に5万円を用意しろ」と脅し、目隠しして両手を縛り車で監禁暴行して金を奪ったとして、警察は怒羅権の元総長の少年ら4人を逮捕した[45]。
- 2011年4月1日、都内路上で、怒羅権の最高幹部が刃物を振り回し、通行人2名を負傷させ逃走する事件が発生。同年12月逮捕された。
- 2011年7月6日、怒羅権構成員が、路上で住吉会系暴力団組員の男性を中華包丁で切りつけ、耳を切り落とすなどの傷害容疑で逮捕された[46]。現場には複数の怒羅権構成員がおり、警察は他のメンバーも関与した疑いがあるとみて捜査。
- 2012年1月11日、警官に対して拳銃発砲した殺人未遂罪や窃盗罪など10の罪で広島刑務所に服役していた中国人が、管理の不備をつき脱走。男は怒羅権メンバーと見られており、脱走後は怒羅権の支援者らと接触した可能性がある[47][48]。1月12日には民家へ空き巣に入り、翌1月13日、広島市西区天満町で逮捕された[49]（広島刑務所中国人受刑者脱獄事件）。容疑者については、怒羅権構成員ではないとする見方もある[50]。

- 2012年4月に府中怒羅権のNo.2を含む6名が東京都立川市の飲食店で店長に暴行を振るい飲食代を踏み倒したとして、同年11月に恐喝の疑いで逮捕。

- 2012年12月、元リーダーで住吉会系組員の男が、先立つ2011年12月、東京六本木の飲食店内で山口組系の組幹部（落合金町連合[51]）や元組員らに集団暴行を加えた事件で、その主犯格として関東連合元メンバーら3名とともに逮捕された[52]。

- 2015年5月に、新宿歌舞伎町にて10人ほどがクラブに行き、知人男性に対して青竜刀を突き付け、中国語で「新宿に来る時は俺に連絡ぐらいしろ」と因縁をつけ暴行した疑いがあり、同年7月にリーダー格2名が逮捕。1人は容疑を認め、もう1人は否認[42]。

- 2017年7月、元リーダーの男が、拳銃2丁などを隠し持っていたとして警視庁に逮捕された[53]。
- 2018年3月、元幹部の男が拳銃1丁と実弾12発を隠し持っていたとして愛知県警に逮捕された[54]。
- 2020年5月、新宿歌舞伎町で観光客2人に対し、頭を踏みつけるなどの暴行を行い一か月の怪我をさせたとしてメンバー3人が逮捕された[55]。
- 2021年、約4億円の覚醒剤の密輸[42]。
- 2021年11月、元幹部でNPOの代表をしていた男が経営者女性への恐喝に関わっていたとして千葉県警に逮捕された[56]。
- 2022年10月、池袋「サンシャイン60ビル」にて、仲間の出所祝いのためにメンバー約100人による貸し切りパーティーを行う。仲間うちのいざこざから乱闘騒ぎになり1人が頭から出血し救急搬送された[57][58]。
- 2023年3月、東京・池袋のマンション一室に5人組が押し入って現金110万円などが奪われた事件を指示したとして同年10月10日、強盗致傷容疑でNPOの代表をしていた元幹部の男が警視庁に逮捕された。この事件では既に実行役や運転役の40から50代の日本人の男5人が起訴され、他にモンゴル人の男3人も実行役だったが、1人は現場で反撃されて死亡。残り2人は既に帰国しており、警視庁が逮捕状を取って捜査している[59]。

## 関連人物
総長
- 佐々木秀夫（ささきひでお）

初代総長。三代目総長でもある。本名:張栄興〈ジャン・ロンシン〉。1970年、中国・河北省唐山市楽亭県生まれ。11歳で日本に移住。中国籍。大工。YouTuberとして活動している。
創立期メンバー
- 汪楠（ワン・ナン）

1972年、中国・ 吉林省長春市生まれ。怒羅権創設期メンバー。「府中怒羅権」 創設者。
著名な関係者
- 大偉（ターウェイ）

1966年、中国・黒竜江省生まれ。 怒羅権の「影のボス」としてメンバーを統率したほか、1990年代半ばに台頭した日中混成強盗団のリーダーとされる。
父親は中国共産党の元幹部。母親は満州の日本人中国残留孤児。少年時代に周囲の中国人から猛烈ないじめを受けるも、「理不尽には暴力で対抗」することを実践した。17歳で人民解放軍に入り、20歳で母親と親族らと来日。23歳ごろには友人らと貿易会社を起業するなど、中国人社会の中で頭角を現した。新宿・歌舞伎町での風俗店の経営や、パチンコの裏ロム販売、窃盗品の販売など非合法な商売も手掛け、勢力は葛西、錦糸町、上野にも及んだ。
大偉は怒羅権の各種犯罪の指示、関与をしていたとみられたが、長く警察当局に検挙されることはなかった。 2005年2月、覚醒剤の所持と使用で逮捕。有罪判決を受け服役し、数年後に満期出所した。出所後、大偉は中国に帰国し各地を転々とした後、北京市内にいると考えられている。

## 関連書籍
- 汪楠『怒羅権と私 ~創設期メンバーの怒りと悲しみの半生』彩図社、2021年1月27日。ISBN 4801304370。
- 佐々木秀夫『怒羅権 初代 ヤクザが恐れる最凶マフィアをつくった男』宝島社、2022年2月14日。ISBN 4299026039。